# Заслуженный учитель Азербайджана
«Заслуженный учитель» (азерб. Azərbaycan Respublikasının əməkdar müəllimi) — почетное звание Азербайджанской Республики, присваиваемое за особые заслуги в развитии образования.

## Присвоение
Президент Азербайджанской Республики присваивает почетное звание по личной инициативе, а также по предложению Национального Собрания и Кабинета Министров.
Почетное звание присваивается только гражданам Азербайджанской Республики. Согласно указу почетное звание «Заслуженный учитель» не может быть присвоено одному и тому же лицу повторно.
Удостоенное почетного звания лицо может быть лишено почетного звания в случае:
1. осуждении за тяжкое преступление;
2. совершения проступка, запятнавшего почетное звание

## Указ об учреждении
Почетное звание «Заслуженный учитель» было учреждено указом Президента Азербайджанской Республики от 22 мая 1998 года наряду с некоторыми другими званиями:
Учредить почетное звание в области образования «Заслуженный учитель».

## Описание
Лица, удостоенные почетного звания «Заслуженный учитель» Азербайджанской Республики также получают удостоверение и нагрудный знак почетного звания Азербайджанской Республики. Нагрудной знак почетного звания носится на правой стороне груди.